# عبد الله كمال
عبد الله كمال (1965 - 2014) صحفي مصري. ولد في القاهرة العام 1965. تخرج من كلية الإعلام بجامعة القاهرة في العام 1987. رأس تحرير مجلة روز اليوسف وجريدة روز اليوسف وقد تم إقالته في أعقاب ثورة 25 يناير، كان كمال نائبا معينا بمجلس الشورى المصري حيث عينه الرئيس الاسبق حسني مبارك في مجلس الشورى المصري بموجب الصلاحيات الدستورية لرئيس الجمهورية بدءا من عام 2007 وحتى عام 2010. وتوفي في 13 يونيو 2014 إثر جلطة في القلب وتوفي عن عمر يناهز 49 عاماَ.

## عمله بالصحافة
بدأ العمل الصحفي في مجلة روز اليوسف قبل التخرج في أغسطس 1985. بالتوازى مع هذا كان ينشر الموضوعات الصحفية في جريدة القبس الكويتية.
في الفترة من يناير إلى أبريل 1986 شارك في تحرير جريدة الأحرار الحزبية إبان تولى محمود عوض لرئاسة تحريرها وكان لديه باب ثابت في الجريدة بعنوان «شباب وجامعات».
كانت أولى موضوعاته في روز اليوسف تتناول المظاهر الاجتماعية والقضايا التي تحيط بذلك..وابان ذلك نشر بالتبادل مع إبراهيم عيسى حوارات صحفيه مع رموز التجربة الغنائية المصرية الجديدة في ذلك الوقت..وهي التي أصبحت لبنه لكتابهما المشترك الأغنيه البديلة وقد صدر على نفقتهما الخاصة.
واصل عبد الله كمال العمل في روزاليوسف، وبدأ في تولى مسئوليات مختلفه في اداره عملها، وتدرج في مواقعها المختلفة حتى قبل أن يعين رسميا في جهاز تحريرها في عام 1995..وقد تولى بدايه رئاسه قسم الديسك المركزى..الذي كان يتمتع بصلاحيات واسعه في تحرير المطبوعة..قبل أن يضيف اليه محمد عبد المنعم رئيس التحرير بدءا من عام 1998مهمه أخرى كرئيس لقسم الدراسات.
منذ بدايه التسعينات، وبالتوازى مع عمله في روزاليوسف، كان عبد الله كمال يكتب في صحف عربيه متنوعه..منها على الترتيب: الحياة، الشرق الأوسط، البيان، الأنباء وقد احترف في ذلك التوقيت اعداد التقرير الخبرى المكتوب بأسلوب (الفيتشر)..وفي غضون ذلك أصبح مراسلا لمجلة (ابل كومبيوتر) التي كانت تصدر في لندن بدءا من عام 1992.
في عام 1992 صدر له كتاب «الاباحيه والإجهاض: معركه الأزهر والحكومة»، بالتزامن مع انعقاد مؤتمر السكان في القاهرة..ثم صدر له كتاب «التجسس الأمريكي على عصر مبارك» وتوالت مؤلفاته في غضون سنوات التسعينات وهي «نساء أنور السادات» وامبراطوريه ال الفايد و«التحليل النفسى للأنبياء» وتجربة شخصية مع عبدة الشيطان..والدعارة الحلال- المؤسسة السرية للزواج في الشرق الأوسط والقوادون والسياسة.
بدءا من عام 1999 أخذ في الترقي الوظيفي في مجلة روزاليوسف، وأصبح مساعدا لرئيس التحرير، ثم نائبا لرئيس التحرير، وفي يونيو 2005 اختارته اللجنة العامة لمجلس الشورى رئيسا لتحرير مجلة روزاليوسف وفي غضون شهر وافق المجلس الأعلى للصحافه على تحويل رخصه روزاليوسف إلى جريده يوميه..وأسس لاصدارها في تحول تاريخي فريد في مسيرة المطبوعة التي تأسست عام 1925 وصدرت يومية عام 1934 ثم توقفت بعد عام وأعاد اصدارها يومية بعد 71 عاما في 14 أغسطس 2005.
بدءا من عام 2001، تولى مسئوليه اداره مكتب جريده الراى العام الكويتية في القاهرة، وقاد فريق عمل من قرابة 70 محررا، بالتوازي مع عمله في روزاليوسف، وفيما بعد أن أصبح رئيسا لتحرير روزاليوسف..أصبح مستشارا لجريدة الرأي العام التي تحولت في عام 2006 إلى جريده الرأي وفي ذات الوقت واصل نشر المقالات في جرائد عربيه أخرى ومنها الشرق الأوسط اللندنية والنهار اللبنانية واكسبريس السويدية وعلى موقع ايلاف في شبكه الإنترنت.

### أهم الحملات الصحفية
في مساره الصحفي قام بعدد من الحملات الصحفيه المختلفة منها:
- تسقيع الاراضى في الغردقه ومرسى علم وشرم الشيخ.
- عباده الشيطان..كظاهره جديده كانت تتبللور في مصر..ثم تلاشت عقب الحملة.
- الصحافة الصفراء..بدءا من نشوء الصحافة القبرصيه في نهايه التسعينات.
- مصر أولا..كمبدا داع إلى ترسيخ الهوية المصرية..في ملف ثابت بهذا العنوان في المجلة.
- حمله مستمره ضد التطرف الديني خاصه انتقاداته المستمره لجماعه الاخوان.
- التعديات على أراضي النيل في مختلف أنحاء مصر.
- التمويل الاجنبي للصحافة الخاصة المصرية ولانشطه المجتمع المدني وحقوق الإنسان.
- أداء الاعلام المصري..حمله بدات في سبتمبر 2007 ولم تزل مستمره حتى الآن.

### الاهتمامات الصحفية
انشغل عبد الله كمال في مسيرته الصحفيه بقضايا متنوعه..كلها تندرج تحت عنوان (الشئون المصرية) ومايحيط بها من قضايا مختلفه، بدءا من التطرف الدينى، والملفات الطائفية، والإصلاح الديموقراطى، والأداء السياسى، والتفاعلات الإعلامية، وغير ذلك..وحتى نطاق الاهتمامات الاستراتيجيه المصرية عربيا واوربيا وأمريكيا وأفريقيا وإسلاميا..في اطار السياسة الخارجية المصرية.

### المقالات الثابتة
ينشر عبد الله كمال في روزاليوسف مجموعه من المقالات المتنوعة..وهي كما يلي:
- (ولكن)..وهو عمود يومى ثابت في الصفحة الأخيرة من الجريده.
- (بالمصري)..وهو مقال اسبوعى افتتاحى ثابت في مجلة روزاليوسف
- و (بالمصري) أيضا هو نفس عنوان مقاله غير المنتظم الذي ينشر من حين لاخر في الصفحة السابعة من الجريده.
- (سنابل وقنابل)..باب لقطات اسبوعى في المجلة.

### الأنشطة الإعلامية
بخلاف قيامه باعداد برنامج (الظل الأحمر) الذي تقدمه الإعلامية سناء منصور منذ عام 1997، فانه ظهر في عشرات من البرامج والمحطات التلفزيونية والاذاعيه في مصر والعالم العربي ومختلف دول العالم.

### المسيرة السياسية
انضم إلى الحزب الوطني الديموقراطي، صاحب الأغلبية البرلمانيه في مصر، عبر عضويته في لجنه الشباب بامانه السياسات في عام 2003.وظل عضوا فيها حتى قيام ثورة 25 يناير. وفي عام 2006 اختير عضوا في امانه الاعلام إلى جانب عضويته في لجنه الشباب بامانه السياسات، ثم عضو هيئه مكتب نفس الامانه (الاعلام) في نفس العام. واختاره رئيس الجمهورية في يوليو 2007 عضوا في مجلس الشورى (بالتعيين) وفقا للحق الدستورى للرئيس في اختيار 44 عضوا بالتعيين في التجديد النصفى للمجلس وتنتهى مده عضويته في 2013، لكن المجلس لم يكمل مدته إذ تم حله بقيام ثورة 25 يناير 2011.

### المسيرة المدرسية
تلقى تعليمه الابتدائى في مدرسة طور سيناء الابتدائية بحي الظاهر – وتلقى تعليمه الإعدادي في مدرسه السلام الإعدادية بنين في نفس الحي – وتلقى تعليمه الثانوي في مدرسة النقراشي العسكرية في حي حدائق القبة.

## مؤلفات
- «الأغنية البديلة» عام 1988
- «الإباحية والإجهاض (معركه الأزهر والحكومة)» عام 1992
- «التجسس الأمريكى على عصر مبارك» عام 1993
- «إمبراطورية آل الفايد» عام 1994
- «التحليل النفسى للأنبياء» عام 1995
- " حريم الرئيس (نساء أنور السادات) عام 1994
- «الدعارة الحلال» (المؤسسة السرية للزواج في الشرق الأوسط) عام 1996
- «تجربة شخصية مع عبدة الشيطان» عام 1997
- «القوادون والسياسة» عام 1998
- «عبد الله عزام (الأب الروحى لأسامه بن لادن)» عام 2002 [5]

## وصلات خارجية
- الموقع الشخصي